# 勤子内親王
勤子内親王（きんし/いそこないしんのう）は、醍醐天皇の第5皇女。四品。母は更衣・源周子。女四の宮と称される。源順に『和名類聚抄』の編纂を命じた。

## 経歴
延喜8年（908年）内親王宣下。『和名類聚抄』の序文によれば、「柔德早樹、淑姿如花、呑湖陽於胸陂、籠山陰於氣岸」美しさであった。7歳の時、初めて父・醍醐天皇に謁し、父帝より鍾愛されて筝の教授を受け、筝譜を相承された。承平6年（936年）、四品に叙位。承平年間（931年 - 938年）に、外戚の源順に『和名類聚抄』の編纂をさせた。藤原師輔と結婚したが、天慶元年（938年）に35歳で没。師輔との間に子女はなかった。